# Anthrax (együttes)
Az Anthrax egy amerikai thrash metal együttes, melyet 1981-ben New Yorkban alapított Scott Ian gitáros és Dan Lilker basszusgitáros. Az Anthrax az egyik legnépszerűbb speed/thrash metal együttes volt az 1980-as években, egyike a „Nagy Négyes”-nek (a Metallica, a Megadeth és a Slayer mellett). A korai anyagaikban sikeresen ötvözték a gyors és dallamos speed metalt a trash súlyosabb ritmusaival.  Bevallásuk szerint zenéjükre az Iron Maiden, különösen annak The Number of the Beast lemeze volt a legnagyobb hatással.   A Nielsen Soundscan adatai alapján 1991 és 2004 között 2,5 millió albumot adtak el az Egyesült Államokban, világszerte pedig 10 millió példányt.
A zenekart 1983-ban szerződtette a Megaforce lemezkiadó, ahol abban az évben jelent meg a Metallica bemutatkozó lemeze. Az Anthrax első albuma 1984-ben jelent meg. Dan Lilker és Neil Turbin énekes a következő album felvételei előtt távozott. Scott Ian ritmusgitáros, Charlie Benante dobos és Dan Spitz szólógitáros mellé Frank Bello basszusgitáros és Joey Belladonna érkezett az együttesbe, amivel kialakult az Anthrax klasszikus felállása (és klasszikus hangzása) amely 1985 és 1992 között négy albumot készített, köztük az Among the Living (1987) nagylemezt, ami a zenekar és a speed/thrash metal stílus egyik legjobb alkotása. Az Anthrax elsőként kombinálta a heavy-metalt és a rapet az I’m the Man dalukkal, majd a Public Enemy Bring the Noise dalának feldolgozták, ezekkel megelőzték korukat, jelentősen tágítva a stilus korlátait.   Zenéjük jelentős hatással voltak a 90-es évek második felében feltűnt új zenekarokra. (->Attack of the killer B'   lemez)
1992-ben az Armored Saint énekese, John Bush (aki korábban egyszer visszautasította a Metallica énekesi ajánlatát)  váltotta Belladonnát és az 1993-ban megjelent Sound of White Noise a Billboard 200-as lemezeladási lista 7. helyéig jutott az USA-ban, ami azóta is az Anthrax legjobb listás helyezése. A Fuel c. számuk lett a húzónóta. Bush egészen 2005-ig volt az együttes frontembere, amikor Belladonna és Spitz is visszatért a csapatba, hogy a régi felállás együtt turnézhasson. Bushnak ez nem tetszett, haraggal vált el a zenekartól, amit később sikerült elsimítani, így visszatért. A viszály viszont kiújult, ekkor Bush végleg távozott, Azóta ismét Belladonna énekel. Dan Spitz sem maradt tag, 2007-ben kilépett.   A 2003-as We’ve Come for You All után nyolc évvel jelent meg új Anthrax nagylemez, a kritikusok és a rajongók által is nagyra értékelt Worship Music, amelyen Belladonna két évtized elteltével szerepelt újra stúdióalbumon az Anthrax énekeseként.  Benante több koncertet is lemondott, hol egészségügyi, hol családi okok miatt, ekkor helyettesként, John Dette játszik.  Érdekesség, hogy a zenekar első dobosa Di Angelo később a White Lion dobosaként lett ismert.
Az Anthrax 58. helyen szerepel a VH1 zenecsatorna által összeállított A hard rock 100 legnagyobb előadója listáján, Among the Living című 1987-es albumuk pedig szerepel az 1001 lemez, amit hallanod kell, mielőtt meghalsz című könyvben.

## Tagjai

### Jelenlegi felállás
- Joey Belladonna – ének (1984–1992, 2005–2007, 2010–napjainkig)
- Scott Ian – ritmusgitár, háttérvokál (1981–napjainkig)
- Frank Bello – basszusgitár, háttérvokál  (1984–2004, 2005–napjainkig)
- Charlie Benante – dobok, ütősök (1983–napjainkig)
- Jonathan Donais – szólógitár (2013–napjainkig)

Kisegítő tag:
- Jon Dette -dobok,ütősök

### Korábbi tagok
Ének
- Dirk Kennedy (1981)
- John Connelly (1981)
- Jason Rosenfeld (1981–1982)
- Neil Turbin (1982–1984)
- Matt Fallon (1984)
- John Bush (1992–2005, 2009–2010)
- Dan Nelson (2007–2009)

Szólógitár
- Dan Lilker (1981), basszusgitár (1982–1984)
- Greg Walls (1981–1983)
- Bob Berry (1983)
- Dan Spitz (1983–1995, 2005–2007)
- Paul Crook (1995–2001)
- Rob Caggiano (2001–2005, 2007–2013)

Basszusgitár
- Paul Khan (1981)
- Kenny Kushner (1981)
- Dan Lilker (1982–1984), szólógitár (1981)

Dobok
- Dave Weiss (1981)
- Greg D'Angelo (1981–1983)

Kisegítők
- Jason Bittner – dobok (2011, 2012) koncerten
- Jon Dette – dobok (2012–napjainkig) koncerten
- Joey Vera – basszusgitár (2004–2005, 2012) koncerten

## Diszkográfia

### Stúdióalbumok
- Fistful of Metal (1984)
- Spreading the Disease (1985)
- Among the Living (1987)
- State of Euphoria (1988)
- Persistence of Time (1990)
- Sound of White Noise (1993)
- Stomp 442 (1995)
- Volume 8: The Threat Is Real (1998)
- We’ve Come for You All (2003)
- Worship Music (2011)
- For All Kings (2016)

### Minialbumok
- Armed and Dangerous (1985)
- I’m the Man (1987)
- Penikufesin (1989)
- Inside Out (1999)
- Summer 2003 (2003)
- Anthems (2013)

### Koncertalbumok
- Live: The Island Years (1994) (felvételek: 1991-1992)
- Music of Mass Destruction (2004)
- Alive 2 (2005)
- Caught in a Mosh: BBC Live in Concert (2007) (felvétel: 1987)
- Chile on Hell (2014)

### Válogatásalbumok
- Attack of the Killer B’s (1991) (ritkaságok, koncertfelvételek, feldolgozások gyűjteménye)
- Return of the Killer A’s (1999)
- Madhouse: The Very Best of Anthrax (2001)
- The Collection (1983-1991) (2002)
- The Greater of Two Evils (2004) (Belladonna-korszakos dalok John Bush énekével)
- Anthrology: No Hit Wonders (1985-1991) (2005)

### Box Set
- Aftershock: The Island Years 1985-1990 (2013) (Belladonna-korszakos albumok bónuszokkal)

### Videók
- US Speed Metal Attack (1986) (Anthrax, Overkill, Agent Steel közös koncertvideó)
- Oedivnikufesin (1988)
- Live Noize (1991)
- Through Time (P.O.V.) (1991)
- Return of the Killer A’s – Video Collection (1999)
- Music of Mass Destruction (2004)
- Alive 2 (2005)
- Anthrology: No Hit Wonders (1985-1991) (2005)
- The Big 4 – Live from Sofia, Bulgaria (2010) (Anthrax, Megadeth, Slayer, Metallica közös koncertvideó)
- Chile on Hell (2014)